# The Climber
The Climber er en amerikansk stumfilm fra 1917 af Henry King.

## Medvirkende
- Henry King som William Beerheiim Van Broon.
- Jack McLaughlin som Bruce Crosby.
- Gibson Gowland som Buck Stringer.
- Robert Ensminger som Grafton.
- Charles Blaisdell som Tom Tarney.